# جوني كاري
جوني كاري (بالإنجليزية: Johnny Carey)‏ (23 فبراير 1919 دبلن جمهورية أيرلندا - 22 أغسطس 1995 المملكة المتحدة) هو لاعب كرة قدم أيرلندي.

## روابط خارجية
- جوني كاري على موقع قاعدة بيانات كرة القدم.إي يو (الإنجليزية)
- جوني كاري على موقع ناشيونال فوتبول تيمز (الإنجليزية)
- جوني كاري على موقع Soccerbase.com (لاعب) (الإنجليزية)
- جوني كاري على موقع عالم كرة القدم.نت (الإنجليزية)
- جوني كاري على موقع أوليمبيديا (الإنجليزية)